# Зюльцфельд
Зюльцфельд (нім. Sülzfeld) — громада в Німеччині, розташована в землі Тюрингія. Входить до складу району Шмалькальден-Майнінген.
Площа — 17,39 км2. Населення становить 837 ос. (станом на 31 грудня 2021).